# Diaprepes abbreviatus
Diaprepes abbreviatus (лат.) — вид жуков из семейства долгоносиков (Curculionidae). Родина вида — Карибский регион, в нескольких странах которого он является сельскохозяйственным вредителем. В 1964 жук был случайно интродуцирован в США, где принялся вредить цитрусовым, авокадо и саженцам. Размеры взрослых особей варьируют, но в среднем составляют чуть больше 1 см.

## Борьба
Для борьбы с Diaprepes abbreviatus используют разных биологических агентов, таких как муравьи, осы-паразиты, как минимум, один вирус, а также Bacillus thuringiensis. Нематод Steinernema riobravis во Флориде добавляют в воду, предназначенную для полива пораженных вредителем полей.